# Moso
Les Moso, Mosuo ou Musuo (chinois : 摩梭 ; pinyin : mósuō), autrefois retranscrit en Mossos, forment une ethnie habitant le Sud-Ouest de la Chine, à la frontière des provinces du Yunnan et du Sichuan, sur les contreforts de l'Himalaya. Elle compte de 30 000 à 60 000 habitants[réf. souhaitée]. Officiellement ainsi que linguistiquement, les Moso constituent un sous-ensemble de la nationalité Naxi.
Leur endonyme (terme par lequel ils se désignent eux-mêmes) est : les Na.
Les Moso (Na) présentent dans leurs structures familiales certaines particularités qui leur ont valu l'intérêt de nombreux ethnologues : le mariage constitue une pratique marginale et les amants ne résident pas ensemble. Les Na forment une société matrilinéaire (les enfants sont rattachés au groupe parental maternel, qui les élève, leur transmet le nom et l'héritage), matrilocale (les femmes sont au centre de leur famille et ne la quittent pas pour rejoindre leur conjoint après une union) et avunculaire (la figure masculine adulte de référence pour les enfants, celle qui remplit les fonctions « paternelles », est leur oncle maternel),.
Ces spécificités ont été mises à mal sous la révolution culturelle (1966-1976) par une propagande active en faveur du mariage selon le modèle chinois. Le succès de cette politique fut tout de même limité, de nombreux Moso étant restés fidèles à leur modèle traditionnel ou y retournant par la suite. Depuis la fin des années 1990, le développement rapide d'un tourisme de masse introduit de nouvelles dynamiques économiques. Les transformations induites fournissent l'occasion d'observer certains ressorts de la société na (au travers de la façon dont familles et communautés villageoises gèrent le boom touristique), mais elles aboutissent à de tels bouleversements que cette société en est profondément modifiée.

## Premières descriptions et origine du nom

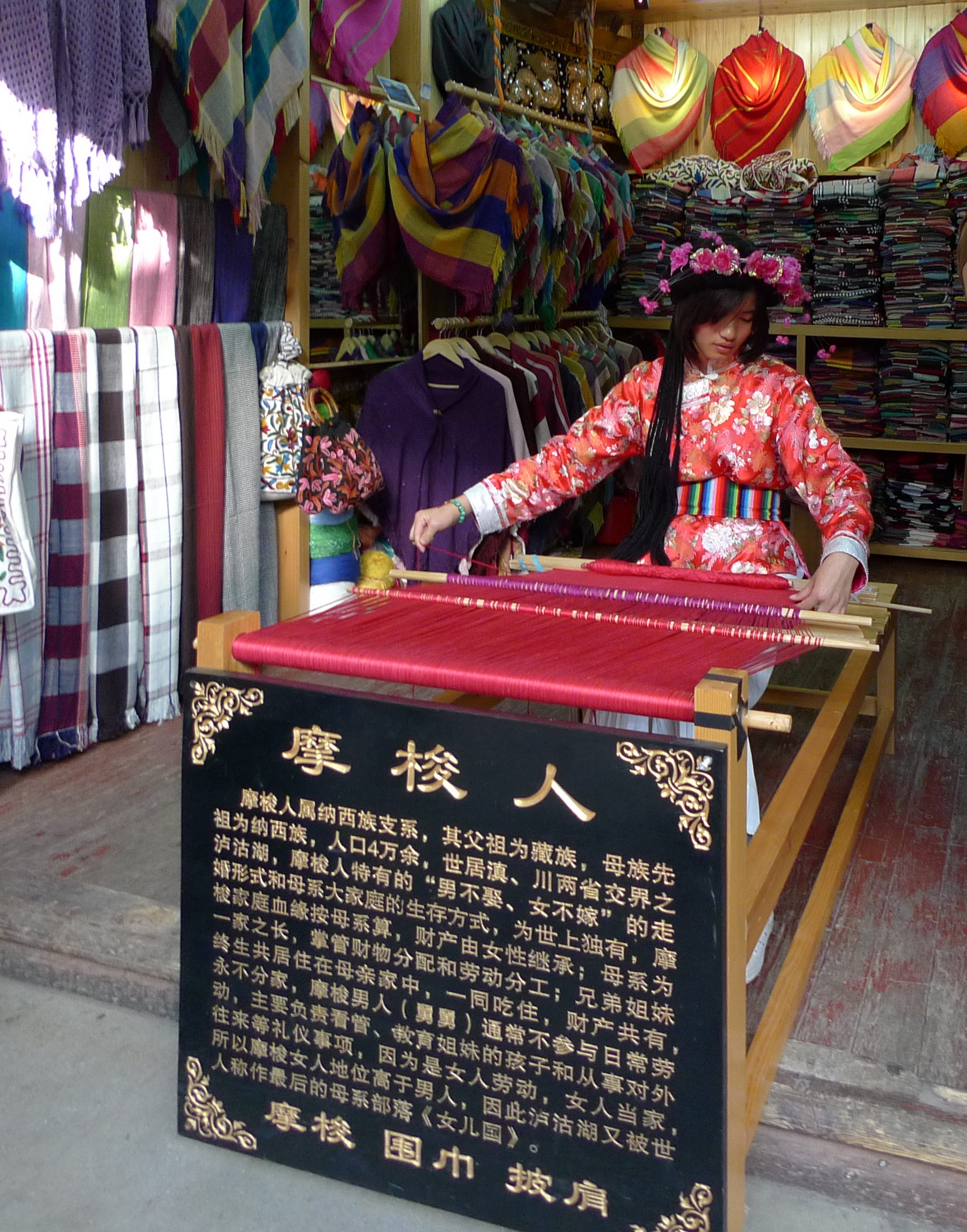
Femme moso pratiquant le tissage de tissu folklorique.

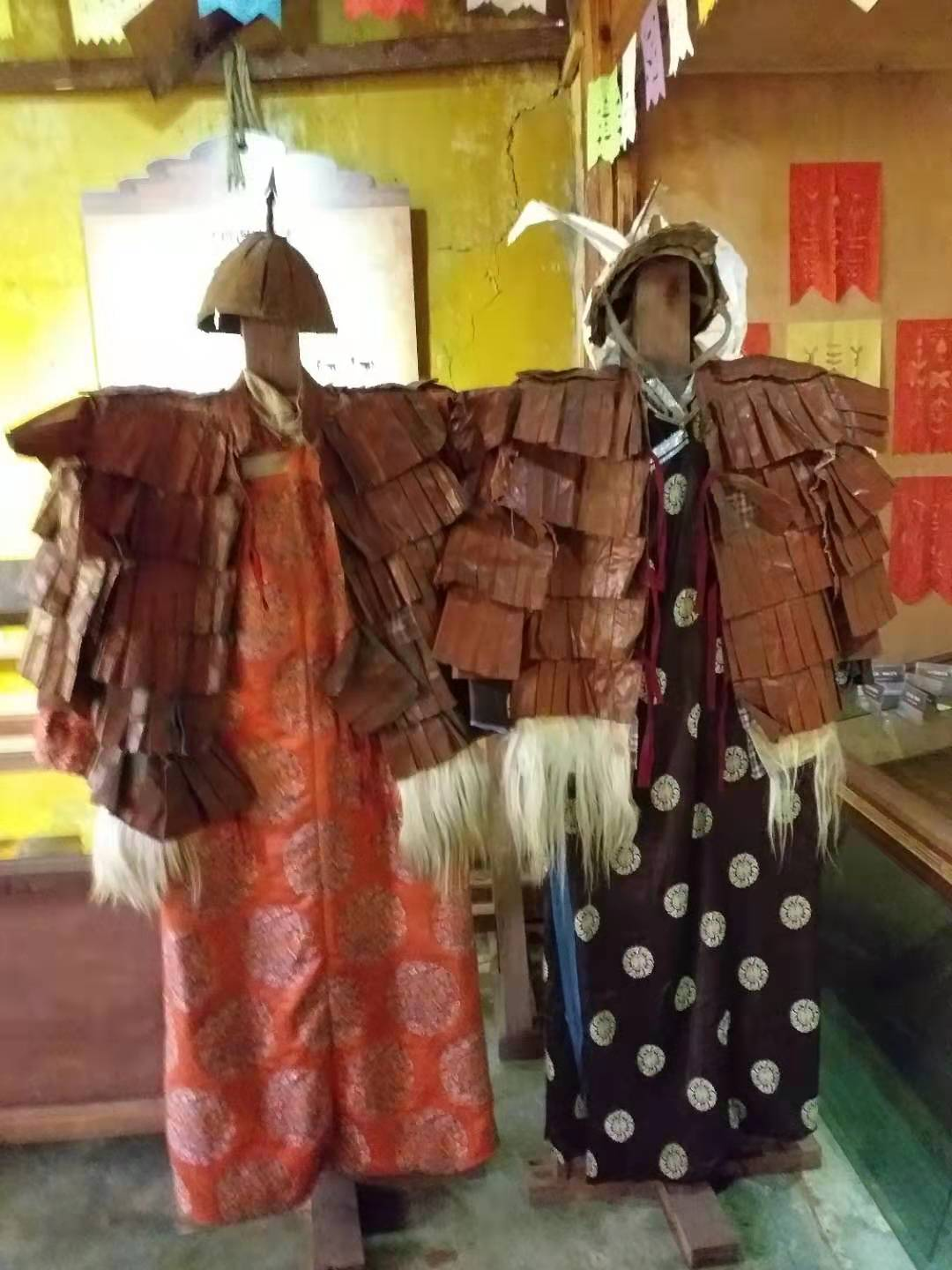
Des habits de cérémonies religieuses des Moso, photo prise au musée folklorique des Moso.

Le terme « Moso » désignait anciennement (avant 1954) tous les Naxi ; il est maintenant repris par un sous-groupe, essentiellement les habitants de l'ancien tusi de Yongning (1381 à 1951) et des bords du lac Lugu, qui souhaitent souligner les différences entre eux et les Naxi de la ville de Lijiang et des environs. Les ethnologues préfèrent l'appellation « Na » pour les populations qui utilisent pour autonyme (endonyme) la syllabe « Na ». Ainsi, un livre (en français) consacré aux coutumes des Moso est intitulé « Une société sans père ni mari : les Na de Chine ».
Les ouvrages anciens utilisent la dénomination Mosso pour les Naxi :
- Henri d'Orléans considère que les Mossos sont une tribu qui occupait auparavant le Tibet et qui écrit avec des hiéroglyphes, avant de vivre à Lijiang[9].
- En 1866, l'abbé Desgodins considère que les Mossos sont un peuple et une langue qui n'utilise des hiéroglyphes que pour les écritures religieuses, qui aurait eu pour capitale Mou-tien-Ouang (romanisation approximative du nom du souverain naxi : 木天王). Il considère que l’appellation Mosso est utilisée par les Chinois de manière péjorative, alors qu'ils peuvent être appelés Nachis ou Guion. Leur sorciers s'appellent des Tongba[10],[11].
- Francis Garnier considère que la ville de Oué-Si (维西) était une ville mosso (naxi) pratiquant l'octroi[12].
- Jean-Gabriel Devéria sur la base d'écrits précédents considère que les Mossos vivent entre le Cambodge et le Yangzi Jiang, entre le 27e et le 30e parallèle. Il rapporte que les Mossos sont appelés Djiung ['Jang] par les Tibétains, et Nashi par eux-mêmes. Ils seraient passés sous le Royaume de Nan-tchao au huitième siècle[11]. D'après le Fang-yu-ki-yao, d'autres noms seraient équivalents à Mo-siè (麽些, móxiē) comme Mo-Suo (摩梭, mósuō), Mo-ti (摩荻, módí) ou Mo-cha (摩沙, móshā)[13]. (Ces observations sont analysées dans l'entrée Naxi.)
- En 1891, Terrien De Lacouperie considère que deux écritures Mosso (manuscrits naxi) sont présentes en Europe: l'une au British Museum de Londres, l'autre au musée du Trocadero de Paris[14].
- En 1908, l'orientaliste Henri Cordier synthétise dans T'oung Pao les écrits précédents et détaille que d'après la notice 21 traduite du chinois, les Mossos sont surnommés Ho. Pour MonPeyrat, les Mousseux (Mosso) ne se marient qu'après une longue période de flirt, qui conduit le marié à vivre chez ses beaux-parents[15].

## Études sur les Moso
La société matrilinéaire des Moso a été étudiée et révélée en Occident par l'explorateur austro-américain Joseph Rock en 1924. Par la suite, des recherches sur le terrain ont été entreprises par l'anthropologue Wang Shuwu en 1954 et l'ethnologue Yan Ruxian en 1980. Enfin, une expédition au pays des Moso a été organisée en 1993 par l'ethnologue allemande Heide Goettner-Abendroth, de l'International Academy for Modern Matriarchal Studies and Matriarchal Spirituality.

### Origines des Moso
Certains chefs Moso aiment à rapporter qu'ils seraient des descendants des Mongols. L'élite Moso du Sichuan aurait pareillement rapporté à Joseph Rock que leurs ancêtres descendraient d'un général de Khubilai Khan qui se serait installé dans la région, lors de sa conquête au XIIIe siècle, pour gouverner Yongning,. Pour Shih, il est probable que les chefs Moso trouvent une fierté à s'attribuer une ascendance de personnages de grand renom, mais il existe des traces des Moso dans la région bien avant cette période. La présence d'une communauté mongole sur le xian de Tonghai, au Yunnan, pourrait rendre cette hypothèse plausible d'un point de vue historique, mais les Moso ne partagent pas de traits culturels particuliers avec la population d'ascendance (partiellement) mongole de Tonghai. D'autre part, la généalogie des chefs moso, recensée depuis 1381, ne comporte aucun nom de tradition mongole. 
Les écrits chinois depuis plusieurs milliers d'années[réf. nécessaire] associent les Moso et les Naxi par leurs traitements laissant penser une origine et culture commune, bien qu'elles soient aujourd'hui distinctes. Quoi qu'il en soit, les façons de vivre, de penser et de mourir des Moso sont absents chez les Naxi (et totalement inconnus chez les Mongols).

## Langue

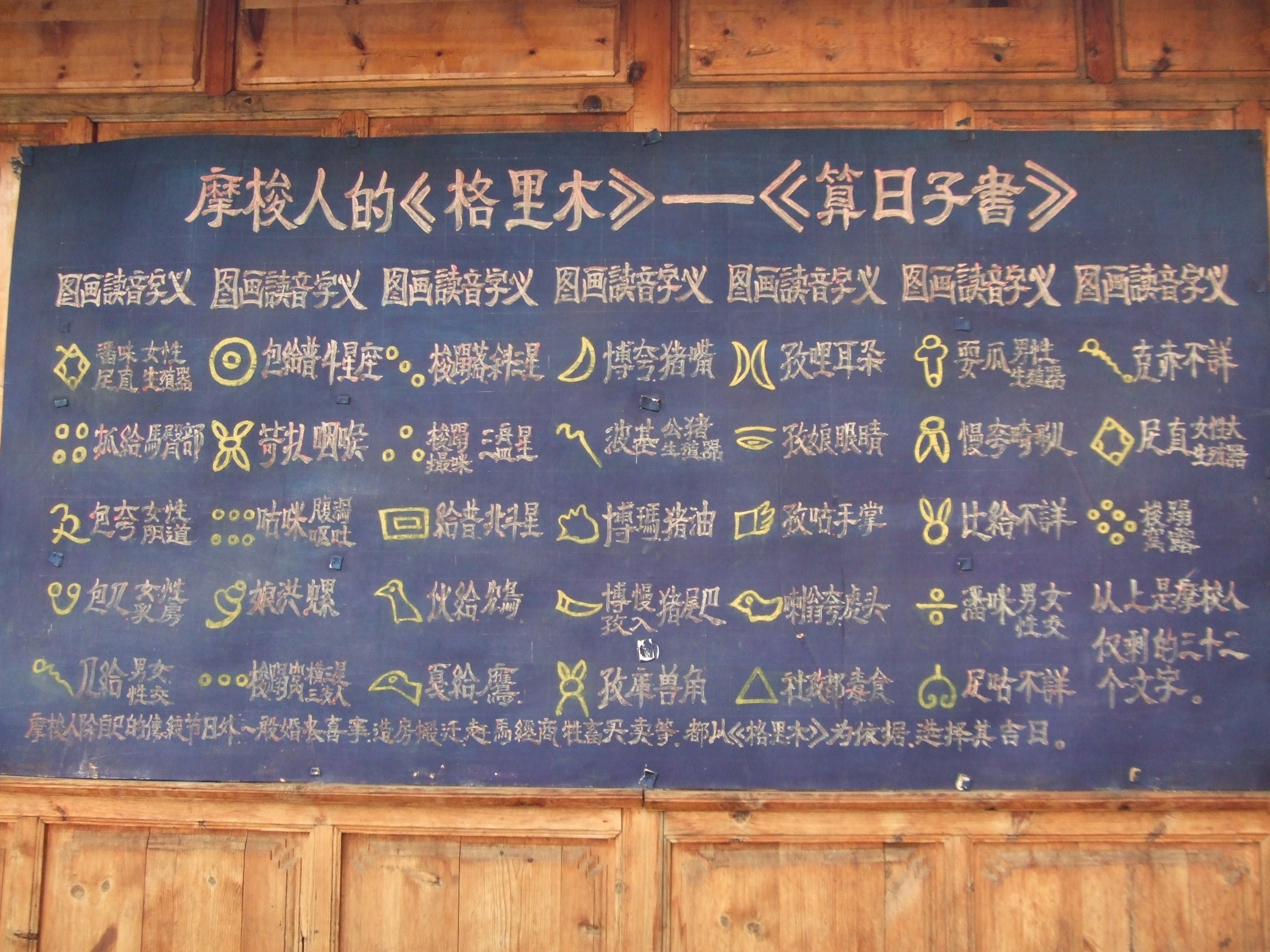
Traductions de quelques caractères moso en chinois.

La langue moso, aussi appelée « na » et « narua », appartient au groupe naïque au sein des langues na-qianguiques,, (famille sino-tibétaine).
Les Moso utilisent l'écriture daba, proche de l'écriture dongba, des Naxi non-Moso.

## Organisation familiale
Les Moso sont organisés à la fois en yidu, le groupe domestique dans lequel ils organisent et partagent leur vie quotidienne, et en sizi, le groupe de descendance des Moso, une organisation de parenté, dans lesquels les gens effectuent leurs devoirs d'attention envers leurs ancêtres défunts. Le sizi est le seul type d'organisation de parenté parmi les Moso, mais son étendue peut varier en fonction du contexte. Les yidu sont une division des sizi.
Les familles sont constituées de fratries, frères et sœurs de plusieurs générations vivent ensemble et forment une famille. Les amoureux ne vivent pas en couple mais chacun dans sa fratrie d'origine. Les enfants sont rattachés à la fratrie de la mère pour y être élevés par les hommes et les femmes qui la composent (la mère et ses frères et sœurs : oncles et tantes ; la grand-mère et ses frères et sœurs : grands-oncles et grand-tantes).
L'homme élève donc les enfants de sa sœur, avec qui il partage foyer, nom, héritage et ancêtres communs, mais n'élève pas ses enfants biologiques. L'organisation familiale fait qu'un enfant sera proche de son oncle maternel et éprouvera à son égard le même type d'affection qu'il aurait envers son père dans d'autres types de sociétés.
La naissance d'une fille est cruciale car elle permet la continuité de la lignée. Si une famille n'a que des descendants de sexe masculin, les enfants de ces derniers habiteront la maison de leur mère et la lignée s'éteindra. La naissance d'un garçon est aussi importante car il exercera plus tard la paternité des enfants de sa sœur. Le bon fonctionnement d'une famille passe donc par la présence des deux sexes[réf. souhaitée]. Le statut de minorité ethnique des Moso permet à chaque femme d'avoir autant d'enfants qu'elle souhaite, indépendamment de la politique de contrôle de la population du gouvernement chinois.
Si malgré tout, une famille n'a pas de descendance d'un sexe, elle peut avoir recours à l'adoption. L'enfant ou l'adulte adopté sera alors considéré comme un membre à part entière de sa nouvelle famille, avec l'ensemble des droits et devoirs qui en découlent.
Selon Cai Hua, chargé de recherche à l'académie des sciences sociales du Yunnan, puis chercheur associé au CNRS à Paris, une société matriarcale aurait subsisté jusqu'à nos jours dans des vallées reculées du Yunnan, en Chine, chez les Na. 
Les Na sont connus pour être une société matriarcale, matrilinéaire et matrilocale, c'est-à-dire que la filiation se fait par la mère et que tous les enfants — hommes et femmes — vivent dans la maison de la mère, de leur naissance jusqu'à leur mort. 
La reconnaissance d'une union d'individus par une institution n'existe pas. La pratique de la vie sexuelle est libre entre adultes non consanguins : la nuit, l'homme se rend chez la femme avec laquelle il voudrait avoir une relation sexuelle, la femme étant libre d'accepter ou non. Les partenaires peuvent être multiples, que ce soit pour les hommes ou pour les femmes. Par ce fait, les enfants ne connaissent pas toujours leur géniteur (au sens strictement biologique). Les enfants sont donc élevés par les habitants de la maison, les oncles maternels endossant le rôle du « père » comme nous l'envisageons en Occident. Cette conception découle en partie d'une de leurs croyances présentant l'homme comme la pluie sur l'herbe : elle sert à faire pousser ce qui est déjà là. « Dans la culture des Na, un dicton affirme que l’action de l'homme dans la reproduction est analogue à celle de la pluie sur l'herbe des prairies : elle fait pousser, rien de plus ». 
Le rôle reproducteur de l'homme est donc « d'arroser » le fœtus déjà présent chez la femme. Pour les Na, les caractères héréditaires sont contenus dans les os et transmis par les femmes. Toutefois, avec l'ouverture au tourisme et l'exil de certains habitants, les mœurs tendent à changer, certains Na se conformant au couple monogame,,,.
Matrice de la socialité na, l’entraide se révèle être un système de coopération structurant et réactualisant sans cesse les rapports entre maisons par le biais de réciprocités organisées en tenant compte de l’idéal matrilinéaire.
Les Na seraient parvenus à résister à la bureaucratie céleste des dynasties impériales et au confucianisme ainsi qu'aux injonctions puritaines de la période maoïste. À partir des années 1990, le commerce et le tourisme de masse auraient en quelques années altéré les fondements de leur société et généralisé le modèle de la famille nucléaire et du couple monogamique.
Les structures familiales des Na intéressent non seulement les ethnologues et anthropologues, mais également les psychologues et psychanalystes. Une étude d'orientation lacanienne relève les implications, en termes de structuration des relations au sein de la famille, du point de vue na selon lequel c'est la déesse Abaogdu qui a déposé les graines dans le ventre des femmes avant même leur naissance. Le champ d'observation des théories psychologiques gagnerait à être étendu à des sociétés telles que celle des Na afin de parvenir à des généralisations valables pour les sociétés humaines dans leur ensemble (typologie et modélisation).   

### Organisation sexuée du travail

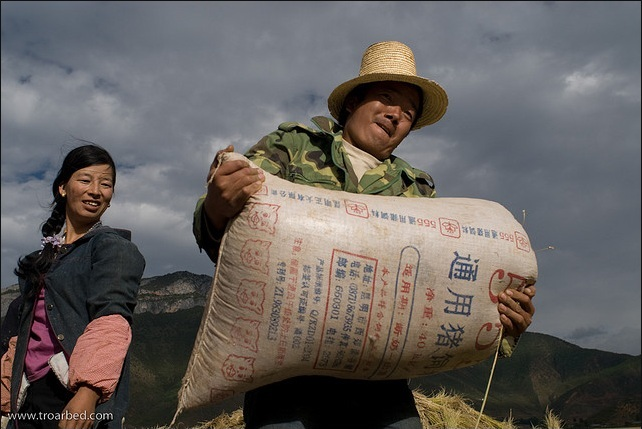
Paysans Moso durant la récolte de riz.

Chez les Moso, les hommes et femmes sont considérés comme différents et doivent donc avoir un rôle spécifique dans la société. Le partage des tâches est sexué et réglé avec précision. Les femmes s'occupent des travaux domestiques (cuisine, ménage), de la collecte de bois pour les feux et du tissage. Les hommes sont chargés des travaux plus physiques (labour, charpente, pêche, soins du bétail) et de la politique. Seuls les travaux d'agriculture (principale source d'alimentation des Moso) sont effectués conjointement.
Au sein d'une famille, l'ensemble du travail est planifié par deux chefs, un homme et une femme choisis en fonction de leurs compétences. La dabou (chef féminin) administre les affaires internes et l'économie domestique : gestion des récoltes, des finances, accueil des hôtes. Un de ses frères, choisi pour être le chef masculin, administre les affaires extérieures, ce qui implique les communications avec les familles et peuples voisins, ainsi que la planification du travail des hommes.

### Rapports amoureux libres et pudiques

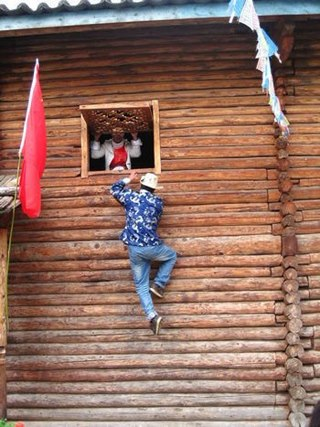
Reconstitution d'une visite furtive, un homme escaladant pour rejoindre la chambre d'une amante, au musée du village touristique de Luoshui.

Les Moso jouissent d'une grande liberté amoureuse et sexuelle. Hommes et femmes sont libres d'avoir autant de partenaires qu'ils le désirent,. Comme les familles sont acquises de naissance et ne dépendent pas d'un conjoint, les ruptures ne sont pas un problème : se séparer revient simplement à effacer le lien entre deux membres de deux familles distinctes qui resteront intactes. Les enfants étant élevés par le clan maternel, leur cadre social ne s'en retrouve pas altéré et il n'y a pas de conflits conjugaux concernant la garde. Les amours se font et se défont sans contraintes et sans instabilité familiale. Seul l'inceste est interdit. Quand un homme et une femme deviennent inséparables, ils deviennent azhu et azha, une union appelée axia.
La pudeur est cependant de mise et les Moso montrent rarement de signes d'affection en public. Les relations s'effectuent généralement selon le principe de la « visite furtive » : chaque fille Moso bénéficie à 13 ans d'une chambre individuelle avec accès direct appelée « babahuago » (ou chambre des fleurs), où elle est libre d'accueillir les garçons qu'elle souhaite. À la nuit tombée, les hommes quittent leur domicile familial pour rejoindre la chambre d'une amante, et repartent chez eux tôt le matin.
Les relations demeurent généralement secrètes, à tel point qu'il est parfois difficile de savoir qui fréquente qui. Sans vie de couple, en toute liberté et discrétion, ce système exclut si radicalement la possession que la jalousie en devient honteuse. Malgré les efforts du gouvernement chinois pour diffuser le modèle familial conjugal, de nombreux Moso restent attachés à leurs traditions. Certaines femmes estiment ne vivre avec leur compagnon que des moments d'amour et de sentiments partagés sans que les questions pratiques s'immiscent dans cette relation. Les aspects matériels, les questions de propriété, de l'éducation des enfants, tous les sujets dont débattent nécessairement les couples qui vivent ensemble, n'ont qu'une importance secondaire dans la relation entre amants du peuple Moso. Il n'y a pas de relations arrangées ou forcées, ils se sont choisis et lorsque l'homme se languit d'une compagne, il va la voir.

## Religion: entre culte matrilinéaire et bouddhisme tibétain
La religion des Moso est le daba (ou Ddaba), un chamanisme, préservé de génération en génération par des hommes de la même famille, appelés ddaba, ayant conservé oralement la culture Moso. Il n'y a pas de reconnaissance officielle de ce titre, mais uniquement un passage des connaissances. Malgré la présence et dominance du bouddhisme tibétain dans la région depuis des siècles, Joseph Rock, notait ça en 1947, cette tradition a toujours un rôle important dans la culture spirituelle des Moso, et cela n'a pas changé un demi siècle après. Si les érudits, savent répéter les phrases, ils ne sont pas pour autant capable de les traduire complètement. Ce culte ne fait pas que survivre, il est constamment renouvelé et adapté aux évolutions de la vie sociale. Autrefois, chaque sizi (parenté) avait son propre ddaba spécialisé dans la tenues des rituels de son propre sizi. Lorsque les territoires et organisations familiales changeaient, le ddaba devait s'étendre et couvrir la connaissance afin de couvrir plus d'un sizi. Après l'arrivée du bouddhisme tibétain, ce type de ddaba finit par perdre sa base dans le réseau de parenté et était alors obligé de prendre une place secondaire.
Les Moso vénèrent une pluralité de divinités associées à la nature et à ses forces, mais placent l'amour et la fertilité au-dessus de tout. La divinité la plus importante est Hlidi Gemu, Déesse mère qu'ils associent à la montagne éponyme, qui donne sur le Lac Lugu. Sur la montagne se trouve le ventre de la déesse, une grotte sacrée où une stalagmite géante est vénérée en tant qu’idole. Il y coule une source où viennent boire les femmes qui désirent un enfant. Gemu est également la seule divinité anthropomorphique des Moso, représentée sous les traits d'une femme vêtue de blanc et de rouge, chevauchant un cheval blanc. Son culte donne lieu à un festival, le « cercle de la Montagne », qui est organisé chaque année le vingt-cinquième jour du septième mois lunaire.
Le bouddhisme tibétain est devenu un élément important de la religion Moso, issue d'un apport de populations extérieures, peut-être des conquêtes mongoles au XIIIe siècle[citation nécessaire]. Les liens entre les rois Naxi et les karmapa remontent à l'époque du 8e karmapa et du 10e karmapa qui s'est réfugié pendant environ 15 ans à la suite de l'invasion du Tibet dans les années 1640 par Güshi Khan, (qui soutenait l'église des Gelugpa et mit en place le dalaï-lama sur le trône en 1642), et épousa une femme naxi à Lijiang. Selon une légende, dont fait état le réalisateur Patrick Profit, la déesse Gemu, rendue furieuse par le manque de respect des lamas pour la femme, défia les dieux bouddhistes et réussit à conserver sa place au sein du peuple Moso. Cette légende marque symboliquement le syncrétisme caractéristique de la religion Moso, un bouddhisme adapté et imbibé de références locales animistes. L'influence bouddhiste s'observe largement dans la vie des Moso. Ils se rendent aux temples pour prier, des moines sont présents dans les rues, des statuettes de divinités Bouddhistes se retrouvent dans la plupart des foyers.
La sphère religieuse est gérée par trois types de personnes : les « Ammas », les « Dabas » et les lamas. L'Amma est la grand-mère d'une famille, la femme la plus âgée, qui jouit d'un titre honorifique important. Ancienne Dabou, elle est la gardienne de la maison et du culte des ancêtres. Le Daba est un homme, prêtre gardien de l'histoire et des traditions Moso. Il participe surtout aux cérémonies qui marquent la vie de la société : rites de passage à l'âge adulte, cérémonies funéraires. Les lamas, enseignants religieux du bouddhisme tibétain, participent également aux célébrations et aux processions. Selon les croyances Moso, si l'esprit d'un défunt n'est pas guidé par un Daba, il finira par se perdre, et sans les prières d'un lama, il ne pourra pas se réincarner.

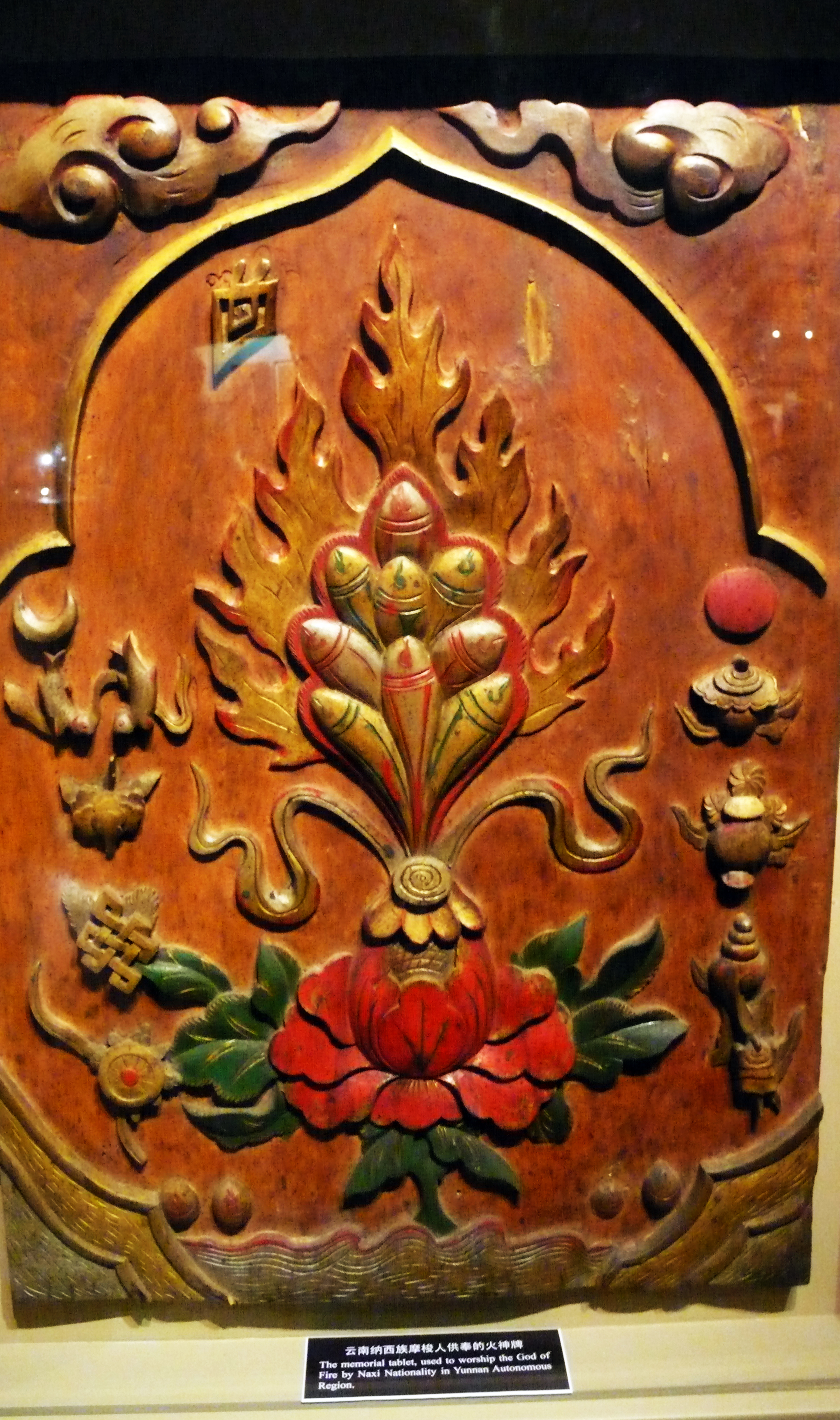
Esprit du feu des moso sur un panneau.
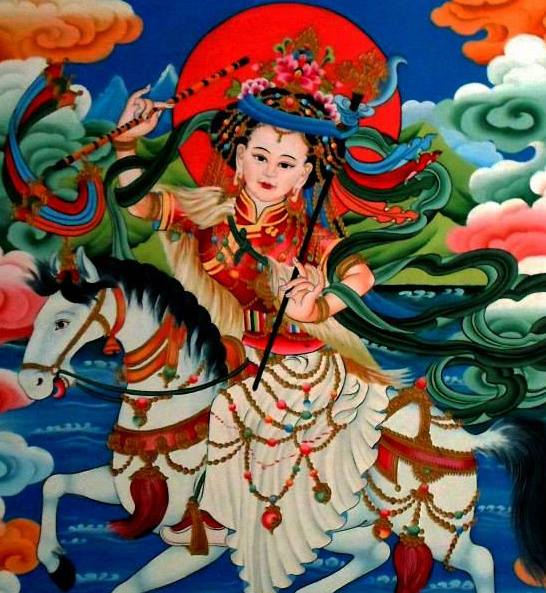
Représentation de Gemu, déesse-mère des Moso.
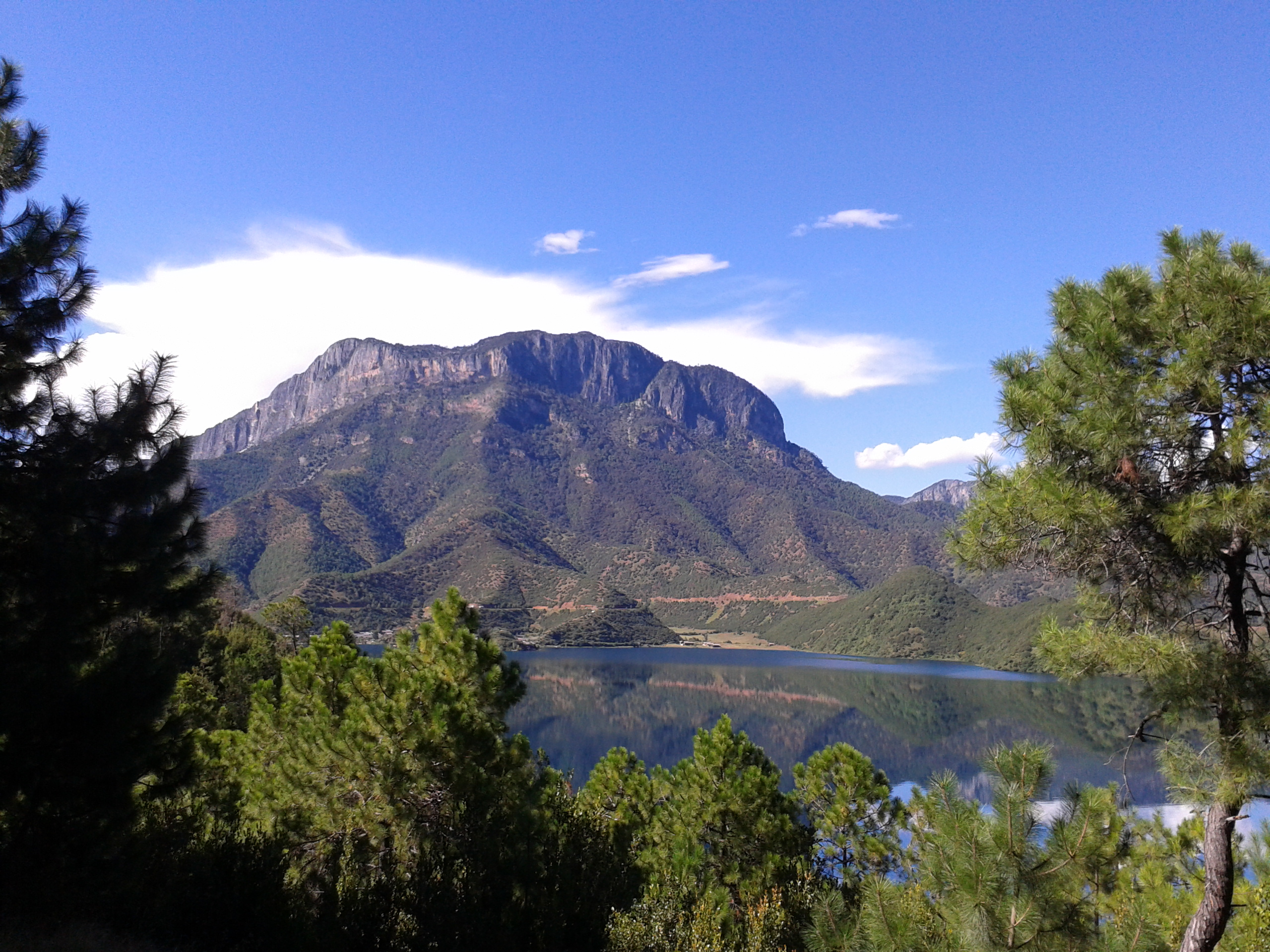
La montagne mère des Moso, surplombant le lac Lugu.

### Filmographie
- Les Moso, amours et traditions, film de Cris Campion, Médiathèque des trois mondes, Paris, 2011, 51 min (VHS)
- Mathieu Schwartz, terres de femmes, 2019, 53'